# Relationellt perspektiv
Det relationella perspektivet är ett teoretiskt ramverk inom specialpedagogik som betonar samspelet mellan individen och den omgivande miljön som en central faktor för att förstå och hantera svårigheter i lärande och utveckling. I detta perspektiv ses problem inte som enbart individens egenskaper eller brister, utan som något som uppstår i relationen mellan individen och den kontext där lärande och samspel sker, exempelvis i skolan eller i sociala sammanhang.

## Historisk bakgrund och teori
Det relationella perspektivet har sin grund i socialkonstruktivistiska och systemteoretiska ansatser, där mänskliga svårigheter ses som ett resultat av samspelet mellan individ och miljö. Perspektivet har fått stort genomslag inom nordisk specialpedagogisk forskning och utbildning, särskilt genom arbeten som kritiserar mer traditionella, individcentrerade synsätt på svårigheter i skolan.

## Grundläggande principer
Det relationella perspektivet bygger på idén att elevers svårigheter bör ses i ljuset av skolans organisation, undervisningens utformning och det sociala samspelet, snarare än att enbart fokusera på elevens eventuella funktionsnedsättningar eller individuella problem. Fokus ligger på att identifiera och anpassa de faktorer i omgivningen som kan underlätta elevens lärande och delaktighet. Detta kan innefatta förändringar i undervisningsmetoder, klassrumsmiljöer eller relationer mellan elever och lärare.

## Skillnad mot det kategoriska perspektivet
Det relationella perspektivet står i kontrast till det kategoriska perspektivet, som ser svårigheter som huvudsakligen knutna till individens brister eller psykologiska diagnoser eller medicinska diagnoser. Medan det kategoriska perspektivet tenderar att placera ansvaret för åtgärder hos individen själv, betonar det relationella perspektivet att omgivningen har ett ansvar att skapa inkluderande och stödjande förutsättningar.

## Tillämpning inom specialpedagogik
I praktiken innebär det relationella perspektivet att skolor och pedagoger strävar efter att skapa lärmiljöer som är flexibla och anpassningsbara för att möta alla elevers behov. Detta kan innebära ett nära samarbete mellan olika aktörer, såsom lärare, specialpedagoger, speciallärare och elevhälsopersonal, för att utforma undervisning och stödinsatser som främjar delaktighet. Pedagogiska metoder som är inkluderande används för att skapa en lärandemiljö där elevernas olika behov tillgodoses. En viktig del är också att bygga stödjande relationer mellan elever och lärare, där trygghet och ömsesidig respekt uppmuntras för att stärka elevens möjligheter till lärande och utveckling.

## Kritik och utmaningar
Det relationella perspektivet har kritiserats för att det i vissa fall kan förminska individens specifika behov genom att lägga alltför stort fokus på miljön. Vissa menar att det finns en risk att individuella insatser, exempelvis specialpedagogiskt stöd, inte prioriteras i tillräcklig utsträckning.